# 보비 에덴

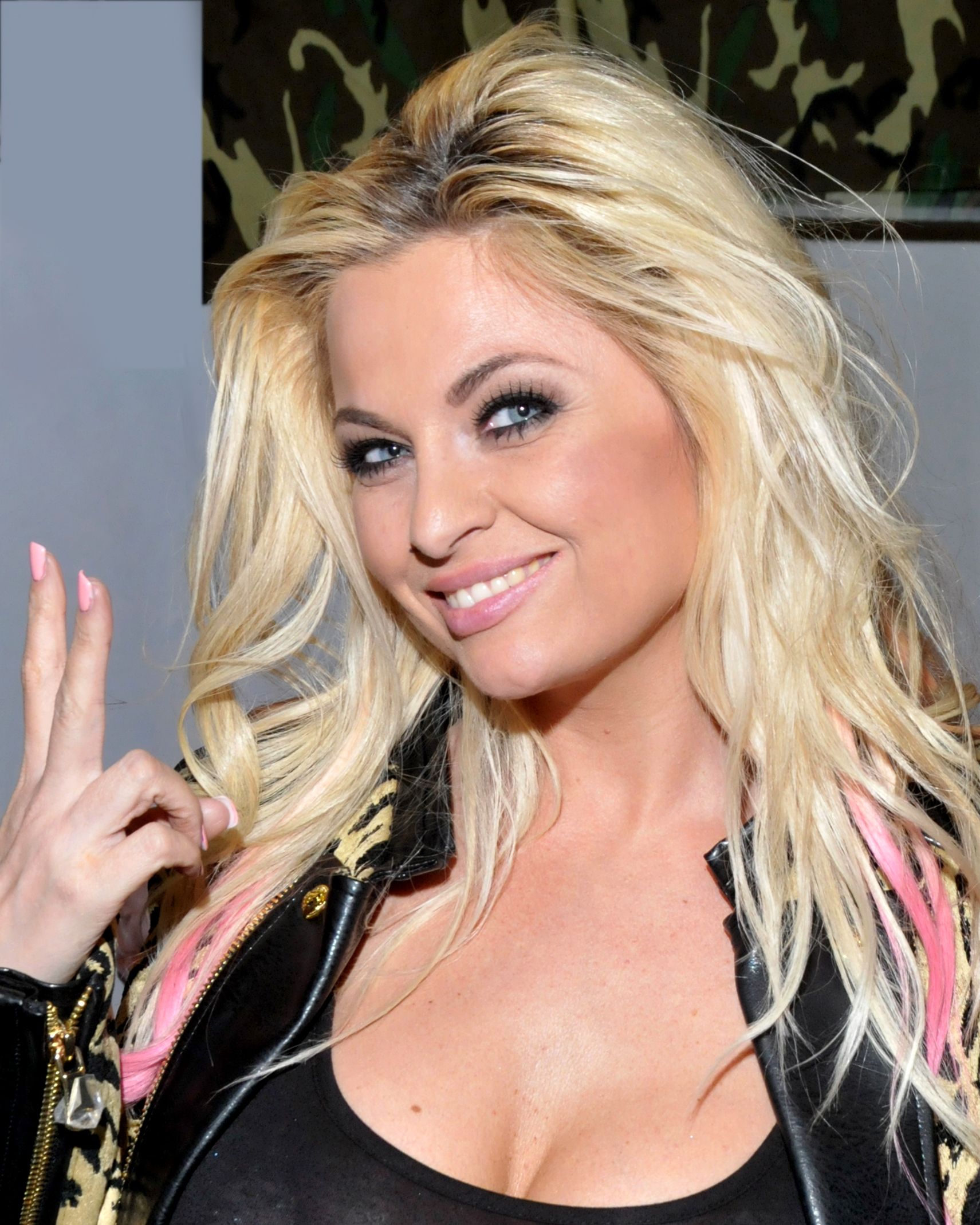
보비 에덴

보비 에덴(Bobbi Eden, 1980년 1월 4일 ~ )은 네덜란드의 포르노 배우이다. 출생지는 자위트홀란트주 헤이그이다.